# La Cadière-et-Cambo
La Cadière-et-Cambo es una población y comuna francesa, situada en la región de Languedoc-Rosellón, departamento de Gard, en el distrito de Le Vigan y cantón de Saint-Hippolyte-du-Fort.

## Demografía
| 153 | 140 | 127 | 151 | 163 | 183 |
| Para los censos de 1962 a 1999 la población legal corresponde a la población sin duplicidades (Fuente: INSEE [Consultar]) |     |     |     |     |     |